# Centro Televisivo Diocese Dili

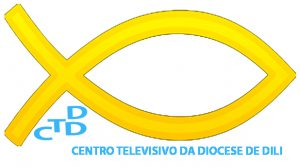
Centro Televisivo Diocese Dili

Centro Televisivo Diocese Dili (CTDD) ist ein katholisches Fernsehproduktionszentrum in Osttimor. Es wird von der Erzdiözese Dili geführt. Es produziert religiöse Programme, die entweder auf der Webseite der Diözese, auf YouTube oder im staatlichen Fernsehsender TVTL übertragen werden.